# Semidonta suzukiana
Semidonta suzukiana är en fjärilsart som beskrevs av Matsumura 1919. Semidonta suzukiana ingår i släktet Semidonta och familjen tandspinnare. Inga underarter finns listade i Catalogue of Life.